# 砂田
砂田，是明清時期甘肅及隴中地區（中國西北部）的一種土地利用方法，主要透過鋪上砂石以增加農作物產出。

## 概況
在明代和清代，農民在地上鋪了三至四寸河流石子。當耕種的時候便會拔開砂石，將苗種在砂石之下。同時，他們仍然會取砂石作為掩蓋農作物之用。而農作物之後就從石縫中或石層間結實地生長。在雨水稀少的旱田上，農民會鋪上一層卵石以蓄水保護田土，減輕乾旱的影響。這些卵石也能夠抑制水分蒸發以及泛鹼的過程，因為卵石可對抗碳酸鈉。除此之外，砂田可以提高土地溫度和促進農業生產。採用砂田法種植農作物可讓農民在每年降水量只有二、三百毫米的乾旱條件下仍能獲得豐收。這種土地利用的方法在隴中地區迅速發展，並擴展到寧夏和青海部分地區。

## 自然環境
砂田的產生要配合自然環境的條件才能有效發揮其作用。一般而言，這些環境因素大致如下：
- 地區所處的地貌為山地和丘陵，配合崗巒起伏、梁谷相間。而河流兩旁有多級階地以及面積較大的高原地（海拔高度介乎1500至2500米之間）。
- 每年平均降雨量介乎180至350毫米左右，至少要有10毫米和最高有40毫米雨量。降雨率變化大。此外，季節的分配不太平均。例如在七至九月期間，降雨量佔全年降水量六十個百分比以上。通常砂田環境在春天時乾旱。但在夏、秋兩個季節有較多暴雨，致使水土流失的現象嚴重。
- 環境氣候傾向温帶乾旱乾燥，為草原氣候型。年蒸發量介乎1500至1800毫米。
- 每年一月平均温度處於攝氏 -5 度至10度之間，絕對最低溫度不超過攝氏-30度。而七月的平均溫度一般超過攝氏22度，絕對最高溫度達到攝氏30度。一般平均日溫差為攝氏13.5度，曼高氣溫去到27度以上。加上夏冬熱冷情況明顯。
- 無霜期短，一般都在150至180日。在九月下旬至十月上旬出現初霜，四月中旬至五月上旬出現终霜。結凍最早在十一月中旬發生，解凍過程最晚至三月初結束。還有，凍土層保持在10厘米上下。
- 全年日照大約有2500小時。在夏季可長達14小時以上。
- 田地的主要土類為灰鈣土、草甸土和栗鈣土。土壤侵蝕情況嚴重。此外，缺乏有機物質和養分，有強石灰性反應。在河谷低地就有輕微鹽漬化的現象。至於土層厚度由一米至數十米不等。
- 植被屬於荒漠草原類型，風蝕劇烈。

使用砂田法所在的自然環境具備以上條件，能讓農夫栽培出來的農作物計有春小麥、糜、穀、馬鈴薯、豌 豆、亞麻等。而在有水源的地方可以灌溉農作物。一般來說可以盛產各種類的蔬菜和瓜果。

## 外部連結
- 砂田貌 （页面存档备份，存于）
- 中國大百科智慧藏 砂田 （页面存档备份，存于）